# Saturday Night Gave Me Sunday Morning
Saturday Night Gave Me Sunday Morning is een nummer van de Amerikaanse rockband Bon Jovi uit 2015. Het is de eerste single van het album Burning Bridges. Opvallend is dat gitarist Richie Sambora op de credits vermeld staat als schrijver, hoewel hij de band in 2013 heeft verlaten.
Het nummer werd nergens een grote hit. In Duitsland en Oostenrijk haalde het wel de hitlijsten, en in België haalde het zowel in Vlaanderen als Wallonië de Tipparade. In Vlaanderen haalde het in de Tipparade de 89e positie.